# Linea M1 (metropolitana di Bucarest)
La linea M1 è stata la prima linea della metropolitana di Bucarest, entrata in esercizio il 16 novembre 1979.
La linea parte da Dristor 2 fino ad arrivare a Pantelimon, effettuando un percorso circolare intorno alla città. Si interscambia con la linea M2 presso le stazioni di Piaţa Victoriei e Piaţa Unirii, inoltre condivide il tracciato con la linea M3 tra le stazioni di Eroilor e Nicolae Grigorescu.

## Storia
La costruzione della linea iniziò nel 1975, tre anni dopo la costituzione del Bucharest Metro Committee. Il percorso scelto sarebbe stato lungo il fiume Dâmbovița, da Timpuri Noi a Semănătoarea (oggi Petrache Poenaru), con il deposito a Ciurel. Le estremità della linea erano fabbriche, perché l'obiettivo iniziale del sistema era trasportare le persone alle fabbriche in cui lavoravano.
Questa tratta fu aperta il 16 novembre 1979 ed era lunga 8,63 chilometri, tuttavia il primo treno non partì prima del 19 e l'inaugurazione "ufficiale" da parte di Nicolae Ceaușescu avvenne solo il 16 dicembre di quell'anno.
La seconda sezione della linea fu aperta il 28 dicembre 1981 da Timpuri Noi a Republica, questa volta lunga 10,1 chilometri. Seguirono alcune estensioni, vale a dire la diramazione da Eroilor a Industriilor (oggi Preciziei) nel 1983, da Semănătoarea (oggi Petrache Poenaru) a Crângași nel 1984 e poi a Gara de Nord nel 1987. Nel 1989 fu aperta la sezione tra Gara de Nord e Dristor 2, tuttavia all'epoca questa era considerata la M3, completando così la diramazione Crângași-Dristor. Inizialmente si supponeva che raggiungesse anche il quartiere residenziale Pantelimon, ma questi piani furono abbandonati. Questa sezione fu in seguito integrata nella M1 e la sezione Eroilor - Industriilor divenne la M3.
La parte più nuova della linea va da Republica a Pantelimon, nota anche come stazione di Antilopa, che è stata aperta nel maggio 1991 come estensione di una stazione da Republica. Come affermato sopra, a causa delle dimensioni della stazione di Pantelimon solo circa un treno su tre termina lì, il resto termina a Republica. Pertanto, sebbene faccia parte della linea M1, alcune mappe turistiche della città di Bucarest mostrano questa breve sezione in un colore diverso dal resto della linea (solitamente nero).